# Maximilian von Pohl
Maximilian Pohl, seit 1914 Ritter von Pohl (* 15. April 1893 in München; † 26. Juli 1951 in Pöcking) war ein deutscher General der Flieger sowie Kommandierender General der Luftwaffe in Mittelitalien während des Zweiten Weltkriegs.

## Leben
Maximilian war der Sohn des Buchhändlers und Kommerzienrates Eduard Pohl und dessen Ehefrau Maria, geborene Schmidt.
Nachdem er das humanistische Wilhelmsgymnasium München absolviert hatte, trat Pohl am 1. Oktober 1912 als Kanonier in das 7. Feldartillerie-Regiment „Prinzregent Luitpold“ der Bayerischen Armee ein. Am 20. März 1913 wurde er dort zum Fähnrich ernannt und mit Ausbruch des Ersten Weltkriegs zum Leutnant befördert. Für seine Verdienste wurde er am 28. August 1914 durch den bayerischen König mit dem Ritterkreuz des Militär-Max-Joseph-Ordens beliehen und durfte sich ab diesem Zeitpunkt aufgrund des damit verbundenen persönlichen Adels „Ritter von Pohl“ nennen. Am 14. Dezember 1917 folgte seine Beförderung zum Oberleutnant sowie seine Verwendung als Chef der 3., später der 7. Batterie seines Stammregiments. Außerdem erhielt Pohl neben dem Militärverdienstorden IV. Klasse mit Schwertern und Krone beide Klassen des Eisernen Kreuzes sowie das Verwundetenabzeichen in Schwarz.
Nach dem Krieg diente Pohl ab 13. April 1919 im „Freikorps Epp“, das in die Reichswehr übernommen wurde. In der Reichswehr gehörte er dem 7. (Bayerisches) Artillerie-Regiment an. Am 1. Juni 1924 wurde er zum Hauptmann befördert. Nach dem Übertritt zur Luftwaffe wurde er am 1. April 1935 Oberstleutnant und am 20. April 1936 wurde er zum Oberst befördert. Später war er Chef der Ausbildungsabteilung im Reichsluftfahrtministerium. 1939 wurde er Generalmajor.
Während des Zweiten Weltkriegs wurde er am 1. August 1940 Generalleutnant und war von Juni 1941 bis zum 30. Juli 1943 Luftattaché der Luftwaffe in Rom. Während dieser Zeit wurde er am 1. Februar 1942 zum General der Flieger befördert. Von September 1943 bis zur Kapitulation der Wehrmacht in Italien mit Wirkung zum bereits 2. Mai 1945 war Pohl Kommandierender General der Deutschen Luftwaffe in Italien. In dieser Stellung wurde er am 9. November 1943 mit dem Deutschen Kreuz in Gold sowie am 15. Juni 1944 mit dem Ritterkreuz des Eisernen Kreuzes ausgezeichnet.
Vom 2. Mai 1945 bis 1947 war er in US-amerikanischer Kriegsgefangenschaft. Ab 1950 bis zu seinem Tod war Pohl Geschäftsführer des gerade umbenannten Bayerischen Verleger- und Buchhändlerverbands.